# Crazy Cars III
Crazy Cars III (ook wel Crazy Cars 3 of Lamborghini: American Challenge) is een computerspel dat werd ontwikkeld en uitgegeven door Titus France. Het spel kwam in 1992 voor een aantal homecomputers. Aan het begin van het spel krijgt de speler een budget van $ 6000. Hij racet op verschillende Amerikaanse tracks. Elke race kost geld om mee te doen, maar levert ook geld op als de resultaten goed zijn.

## Platforms
| Jaar | Platform                                        |
| ---- | ----------------------------------------------- |
| 1992 | Amiga, Amstrad CPC, Atari ST, Commodore 64, DOS |
| 1993 | SNES                                            |
| 1994 | Amiga CD32, Game Boy                            |

## Ontvangst
| Beoordeeld door                     | Platform | Datum          | Score |
| ----------------------------------- | -------- | -------------- | ----- |
| Amiga Format                        | Amiga    | september 1992 | 93%   |
| Total!! UK Magazine                 | SNES     | november 1993  | 91%   |
| ST Format                           | Atari ST | oktober 1992   | 85%   |
| Super Play Magazine UK              | SNES     | november 1993  | 73%   |
| Electronic Gaming Monthly (EGM)     | Game Boy | juni 1994      | 65%   |
| High Score                          | Amiga    | juni 1994      | 60%   |
| Digital Press - Classic Video Games | Game Boy | 1 mei 2005     | 50%   |
| Total! (Duitsland)                  | Game Boy | augustus 1994  | 40%   |
| PC Player (Duitsland)               | DOS      | mei 1994       | 39%   |
| PC Games (Duitsland)                | DOS      | augustus 1995  | 29%   |